# North Dorset
North Dorset is een plaats in het graafschap Dorset, district Dorset en telt 61.905 inwoners. De oppervlakte bedraagt 609 km².
Van de bevolking is 19,9% ouder dan 65 jaar. De werkloosheid bedraagt 1,8% van de beroepsbevolking (cijfers volkstelling 2001).

## Plaatsen in North Dorset
- Blandford Forum
- Gillingham
- Shaftesbury
- Stalbridge
- Sturminster Newton